# Hans Aanrud

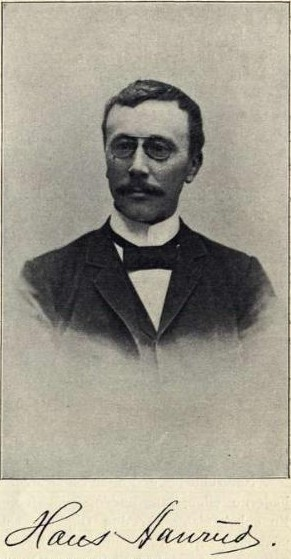
Hans Aanrud.

Hans Aanrud fue un escritor y dramaturgo nacido en Vestre, Gausdal, Noruega en 1863 y fallecido en Oslo en 1953. 
Nacido en una familia rural tuvo dificultades de acceso a centros de estudio. Sin embargo, temprano en su vida mostró un gran interés en las personas que le rodearon y su modo de vivir en las duras condiciones de las zonas del norte. 
De toda su producción narrativa hay una que se considera su obra más importante: Em Vinternat (Una noche de invierno) así como una pieza que fue bien aceptado por los lectores de la época, Seminaristen, (1901). 
Estos relatos se caracterizan por describir la vida campesina de Noruega Oriental de forma plena de realismo.

## Obra
- Storken, (La Cigüeña, 1895)
- En Vinternat og andre Fortællinger, (Una noche de invierno y otros relatos, 1896)
- Hanen, 1898
- Seminaristen, (El seminarista, 1901).
- Sidsel Sidsærk, 1903
- Hanen (El gallo, 1906)
- Sølve Solfeng, 1910
- Fortællinger for Barn, 1917
- Sølve Suntrap, 1926